# Saint-Barthélemy-de-Vals
Saint-Barthélemy-de-Vals és un municipi francès situat al departament de la Droma i a la regió d'Alvèrnia-Roine-Alps. L'any 2007 tenia 1.795 habitants.

## Demografia

### Població
El 2007 la població de fet de Saint-Barthélemy-de-Vals era de 1.795 persones. Hi havia 670 famílies de les quals 137 eren unipersonals (65 homes vivint sols i 72 dones vivint soles), 259 parelles sense fills, 240 parelles amb fills i 34 famílies monoparentals amb fills.
La població ha evolucionat segons el següent gràfic:
Habitants censats

### Habitatges
El 2007 hi havia 731 habitatges, 683 eren l'habitatge principal de la família, 21 eren segones residències i 27 estaven desocupats. 688 eren cases i 42 eren apartaments. Dels 683 habitatges principals, 535 estaven ocupats pels seus propietaris, 130 estaven llogats i ocupats pels llogaters i 18 estaven cedits a títol gratuït; 1 tenia una cambra, 20 en tenien dues, 71 en tenien tres, 253 en tenien quatre i 338 en tenien cinc o més. 501 habitatges disposaven pel capbaix d'una plaça de pàrquing. A 270 habitatges hi havia un automòbil i a 375 n'hi havia dos o més.

### Piràmide de població
La piràmide de població per edats i sexe el 2009 era:
| Homes | Edats   | Dones |
| ----- | ------- | ----- |
| 0     | 95 o +  | 12    |
| 5     | 90 a 94 | 8     |
| 7     | 85 a 89 | 37    |
| 10    | 80 a 84 | 24    |
| 20    | 75 a 79 | 44    |
| 38    | 70 a 74 | 26    |
| 31    | 65 a 69 | 38    |
| 41    | 60 a 64 | 40    |
| 54    | 55 a 59 | 54    |
| 63    | 50 a 54 | 56    |
| 56    | 45 a 49 | 62    |
| 56    | 40 a 44 | 45    |
| 52    | 35 a 39 | 54    |
| 53    | 30 a 34 | 65    |
| 42    | 25 a 29 | 27    |
| 20    | 20 a 24 | 32    |
| 60    | 15 a 19 | 62    |
| 58    | 10 a 14 | 61    |
| 54    | 5 a 9   | 63    |
| 52    | 0 a 4   | 34    |

## Economia
El 2007 la població en edat de treballar era de 1.126 persones, 814 eren actives i 312 eren inactives. De les 814 persones actives 743 estaven ocupades (403 homes i 340 dones) i 70 estaven aturades (29 homes i 41 dones). De les 312 persones inactives 137 estaven jubilades, 89 estaven estudiant i 86 estaven classificades com a «altres inactius».

### Ingressos
El 2009 a Saint-Barthélemy-de-Vals hi havia 711 unitats fiscals que integraven 1.838,5 persones, la mediana anual d'ingressos fiscals per persona era de 17.848 €.

### Activitats econòmiques
Dels 60 establiments que hi havia el 2007, 1 era d'una empresa extractiva, 1 d'una empresa alimentària, 1 d'una empresa de fabricació de material elèctric, 7 d'empreses de fabricació d'altres productes industrials, 19 d'empreses de construcció, 9 d'empreses de comerç i reparació d'automòbils, 4 d'empreses de transport, 4 d'empreses d'hostatgeria i restauració, 1 d'una empresa financera, 1 d'una empresa immobiliària, 3 d'empreses de serveis, 8 d'entitats de l'administració pública i 1 d'una empresa classificada com a «altres activitats de serveis».
Dels 19 establiments de servei als particulars que hi havia el 2009, 1 era una oficina de correu, 2 tallers de reparació d'automòbils i de material agrícola, 1 establiment de lloguer de cotxes, 3 paletes, 5 guixaires pintors, 2 lampisteries, 1 electricista, 1 empresa de construcció, 1 perruqueria i 2 restaurants.
Dels 3 establiments comercials que hi havia el 2009, 1 era una botiga de menys de 120 m², 1 una fleca i 1 una llibreria.
L'any 2000 a Saint-Barthélemy-de-Vals hi havia 44 explotacions agrícoles que ocupaven un total de 900 hectàrees.

## Equipaments sanitaris i escolars
El 2009 hi havia 1 escola maternal i 2 escoles elementals.

## Poblacions més properes
El següent diagrama mostra les poblacions més properes.